# Aleš Čermák
Aleš Čermák (Praag, 1 oktober 1994) is een Tsjechisch voetballer die doorgaans speelt als middenvelder. In juli 2024 verruilde hij Dunajská Streda voor Bohemians Praag.

## Clubcarrière
Čermák speelde in de jeugdopleiding van Sparta Praag en maakte zijn professionele debuut ook voor die club. Op 6 april 2013 speelde hij voor het eerst mee tegen Sigma Olomouc. Door een doelpunt van Ladislav Krejčí en twee treffers van Václav Kadlec werd met 0–3 gewonnen. Čermák begon aan de wedstrijd als wisselspeler en hij mocht twintig minuten voor tijd invallen voor Marek Matějovský. In februari 2014 huurde Loko Vltavín de middenvelder voor een half seizoen. Hierna speelde hij een jaar voor Hradec Králové. Čermák werd medio 2015 voor de derde maal op rij verhuurd; ditmaal aan Mladá Boleslav. Met Mladá wist Čermák de Tsjechische beker te winnen. Na zijn terugkeer bij Sparta kwam hij wel aan spelen toe in het eerste elftal.
In de zomer van 2017 maakte Čermák de overstap naar Viktoria Pilsen, dat circa één miljoen euro voor hem betaalde. Bij Viktoria zette hij zijn handtekening onder een verbintenis voor de duur van vier seizoenen. Dit contract werd na drie jaar verlengd met twee extra seizoenen. In januari 2023 huurde Bohemians Praag hem voor een half seizoen. Na deze verhuurperiode vertrok hij transfervrij bij Viktoria, waarna hij voor twee jaar bij Dunajská Streda tekende. Na een jaar vertrok hij weer, om bij zijn voormalige club Bohemians Praag te gaan spelen.

## Clubstatistieken
| Seizoen | Club                | Competitie   | Competitie | Competitie | Beker | Beker | Internationaal | Internationaal | Totaal | Totaal |
| Seizoen | Club                | Competitie   | Wed.       | Dlp.       | Wed.  | Dlp.  | Wed.           | Dlp.           | Wed.   | Dlp.   |
| ------- | ------------------- | ------------ | ---------- | ---------- | ----- | ----- | -------------- | -------------- | ------ | ------ |
| 2012/13 | Sparta Praag        | 1. liga      | 4          | 0          | 3     | 0     | 0              | 0              | 7      | 0      |
| 2013/14 | Sparta Praag        | 1. liga      | 0          | 0          | 1     | 0     | 0              | 0              | 1      | 0      |
| 2013/14 | → Loko Vltavín      | FNLiga       | 14         | 1          | 0     | 0     | —              | —              | 14     | 1      |
| 2014/15 | → FC Hradec Králové | 1. liga      | 22         | 4          | 1     | 0     | —              | —              | 23     | 4      |
| 2015/16 | → FK Mladá Boleslav | 1. liga      | 26         | 6          | 5     | 2     | 2              | 1              | 33     | 9      |
| 2016/17 | Sparta Praag        | 1. liga      | 17         | 1          | 0     | 0     | 4              | 0              | 21     | 1      |
| 2017/18 | Viktoria Pilsen     | 1. liga      | 16         | 4          | 2     | 0     | 9              | 2              | 27     | 6      |
| 2018/19 | Viktoria Pilsen     | 1. liga      | 24         | 1          | 2     | 0     | 6              | 0              | 30     | 1      |
| 2019/20 | Viktoria Pilsen     | 1. liga      | 20         | 8          | 2     | 0     | 1              | 0              | 23     | 8      |
| 2020/21 | Viktoria Pilsen     | 1. liga      | 25         | 7          | 3     | 3     | 3              | 0              | 31     | 10     |
| 2021/22 | Viktoria Pilsen     | 1. liga      | 22         | 0          | 2     | 0     | 2              | 0              | 26     | 0      |
| 2022/23 | Viktoria Pilsen     | 1. liga      | 9          | 0          | 1     | 0     | 3              | 0              | 13     | 0      |
| 2022/23 | → Bohemians Praag   | 1. liga      | 5          | 2          | 1     | 1     | —              | —              | 6      | 3      |
| 2023/24 | Dunajská Streda     | Fortuna Liga | 12         | 2          | 2     | 3     | 0              | 0              | 14     | 5      |
| 2024/25 | Bohemians Praag     | 1. liga      | 21         | 1          | 3     | 2     | —              | —              | 24     | 3      |
| Totaal  | Totaal              | Totaal       | 237        | 37         | 28    | 11    | 30             | 3              | 295    | 51     |

Bijgewerkt op 8 mei 2025.

## Erelijst
| Competitie      |                |                  |                |                |
| Competitie      | Aantal         | Jaren            |                |                |
| Mladá Boleslav  | Mladá Boleslav | Mladá Boleslav   | Mladá Boleslav | Mladá Boleslav |
| --------------- | -------------- | ---------------- | -------------- | -------------- |
| Pohár FAČR      | 1              | 2015/16          |                |                |
| Viktoria Pilsen |                |                  |                |                |
| 1. liga         | 2              | 2017/18, 2021/22 |                |                |